# Reynald Lemaître
Pour les articles homonymes, voir Lemaître.
Reynald Lemaître, né le 28 juin 1983 à Chambray-lès-Tours, est un footballeur français. Il évolue au poste de latéral gauche.

## Biographie
De 1988 à 1996, Reynald Lemaître joue dans les catégories de jeunes au SO Rosny-sous-Bois, le club de sa ville. En 1996, à 13 ans, il est sélectionné pour intégrer l’INF Clairefontaine, le centre de préformation de la Fédération française. Il joue alors le week-end avec le Red Star en DH, puis pendant la saison 1998-1999, avec l'équipe première de l'INF. En 1999, il effectue un essai concluant au SM Caen, où il termine sa formation. Avec Ronald Zubar et Jérémy Sorbon notamment, il dispute la finale de la Coupe Gambardella 2000-2001, perdue face au FC Metz. 
Joueur accrocheur, doté d'un bon jeu de tête et d'une frappe lourde du pied gauche, Reynald Lemaître passe professionnel au SM Caen lors de la saison 2002-2003, et devient rapidement titulaire en équipe première en tant que milieu gauche. Il découvre la Ligue 1 deux ans plus tard, saison pendant laquelle il est sélectionné brièvement en équipe de France espoirs.
Replacé par Franck Dumas comme latéral gauche pendant la saison 2007-2008, il s'impose progressivement comme le titulaire du poste, aux dépens du capitaine Nicolas Seube, malgré une sérieuse blessure subie en octobre 2007 après un choc avec Stephan Lichtsteiner. À la suite de la descente du SM Caen en Ligue 2 en 2009, il est transféré contre un million d'euros à l'AS Nancy-Lorraine, où il signe un contrat de trois ans.
Sous les ordres de Pablo Correa puis de Jean Fernandez, Reynald dispute une trentaine de matchs par saison. Lors de la seconde journée de Ligue 1 de la saison 2010-2011, face à Rennes, Reynald Lemaître se télescope avec Fabien Lemoine, lui enfonçant involontairement son genou dans les côtes. Lemoine sort sur une civière. Quelques jours plus tard, on apprend que le rein droit de ce dernier est percé et qu'il devra donc subir une ablation de ce rein. Bien qu’ayant réalisé une dernière année correcte (ponctuée de deux buts et trois passes décisives en championnat), il est laissé libre à la fin de la saison 2011-2012 par le club nancéien, qui compte entamer un nouveau cycle.
Ne parvenant pas à trouver un contrat en Ligue 1, il signe le 3 janvier 2013 un contrat de six mois avec l'EA Guingamp et accède, en fin de saison, à la Ligue 1 pour la troisième fois de sa carrière. Son contrat est ensuite prolongé. Sur la lancée de sa saison précédente, Reynald est titulaire en première partie de saison et réalise trois passes décisives. Des blessures au dos le fragilisent cependant. Il perd progressivement sa place et joue très peu en 2014, ratant notamment la finale de Coupe de France remportée face à Rennes. Jocelyn Gourvennec, son entraîneur, le relance en février 2015. Donnant satisfaction sur la fin de saison, son contrat est alors prolongé jusqu’en juin 2017. Sans club et pensant dans un premier temps arrêter le football, il est contacté par son ancien coéquipier de l'AS Nancy-Lorraine, Marama Vahirua, et s'engage avec le club tahitien de l'AS Dragon.

## Statistiques
| Saison                | Club                  | Championnat           | Championnat | Championnat | Coupe nationale | Coupe nationale | Coupe de la Ligue | Coupe de la Ligue | Total | Total |
| Saison                | Club                  | Division              | M.          | B.          | M.              | B.              | M.                | B.                | M.    | B.    |
| 2002-2003             | SM Caen               | L2                    | 10          | 0           | -               | -               | -                 | -                 | 10    | 0     |
| 2003-2004             | SM Caen               | L2                    | 19          | 4           | 2               | 0               | -                 | -                 | 21    | 4     |
| 2004-2005             | SM Caen               | L1                    | 29          | 3           | 1               | 0               | 4                 | 1                 | 34    | 4     |
| 2005-2006             | SM Caen               | L2                    | 28          | 3           | 1               | 1               | 3                 | 1                 | 32    | 5     |
| 2006-2007             | SM Caen               | L2                    | 33          | 1           | 1               | 0               | 1                 | 0                 | 35    | 1     |
| 2007-2008             | SM Caen               | L1                    | 18          | 2           | 1               | 0               | -                 | -                 | 19    | 2     |
| 2008-2009             | SM Caen               | L1                    | 35          | 2           | 2               | 0               | -                 | -                 | 37    | 2     |
| Sous-total            | Sous-total            | Sous-total            | 172         | 15          | 8               | 1               | 8                 | 2                 | 188   | 18    |
| 2009-2010             | AS Nancy-Lorraine     | L1                    | 25          | 0           | 2               | 0               | 2                 | 0                 | 29    | 0     |
| 2010-2011             | AS Nancy-Lorraine     | L1                    | 25          | 0           | 1               | 0               | -                 | -                 | 26    | 0     |
| 2011-2012             | AS Nancy-Lorraine     | L1                    | 24          | 2           | 1               | 0               | -                 | -                 | 25    | 2     |
| Sous-total            | Sous-total            | Sous-total            | 74          | 2           | 4               | 0               | 2                 | 0                 | 80    | 2     |
| 2012-2013             | EA Guingamp           | L2                    | 12          | 0           | 1               | 0               | -                 | -                 | 13    | 0     |
| 2013-2014             | EA Guingamp           | L1                    | 22          | 0           | -               | -               | -                 | -                 | 22    | 0     |
| 2014-2015             | EA Guingamp           | L1                    | 15          | 0           | 4               | 0               | -                 | -                 | 19    | 0     |
| 2015-2016             | EA Guingamp           | L1                    | 6           | 0           | 2               | 0               | 1                 | 0                 | 9     | 0     |
| 2016-2017             | EA Guingamp           | L1                    | -           | -           | -               | -               | -                 | -                 | 0     | 0     |
| Sous-total            | Sous-total            | Sous-total            | 55          | 0           | 7               | 0               | 1                 | 0                 | 63    | 0     |
| Total sur la carrière | Total sur la carrière | Total sur la carrière | 301         | 17          | 19              | 1               | 11                | 2                 | 331   | 20    |

Repères
- Premier match en L1 : SM Caen - FC Istres (1-1) le 7 août 2004
- Premier but en L1 : AC Ajaccio - SM Caen (2-2) le 25 septembre 2004
- Premier match en L2 : SM Caen - Grenoble (1-1) le 5 février 2003
- Premier but en L2 : Clermont Foot - SM Caen (2-2) le 10 janvier 2004

## Palmarès
- 2013 : Vice-champion de France de Ligue 2 (EA Guingamp)
- 2007 : Vice-champion de France de Ligue 2 (SM Caen)
- 2005 : Finaliste de la Coupe de la Ligue face à Strasbourg (SM Caen)
- 2004 : Vice-champion de France de Ligue 2 (SM Caen)
- 2001 : Finaliste de la Coupe Gambardella face au FC Metz (SM Caen)